# エリック・ミロー
エリック・ミロー（Éric Millot、1968年12月12日 - ）は、フランス・ランス出身の男性フィギュアスケート選手。1992年アルベールビルオリンピック、1994年リレハンメルオリンピック男子シングルフランス代表。

## 経歴
1986-87シーズンよりシニアに参戦し、1989-90シーズンにフランス国内選手権で1位となる。1992年アルベールビルオリンピックではフリーでいくつものジャンプでステップアウトをして15位におわる。
1993年ヨーロッパフィギュアスケート選手権3位。これが彼のヨーロッパ選手権の最高位だった。
1994年リレハンメルオリンピックではショートで3回転ルッツ-3回転トゥループを成功させ、単独の3回転フリップも成功させ、ショートだけでは6位にはいるが、フリーではプロから復帰したペトレンコ、ブラウニング、ボイタノに抜かれて7位。続く幕張での世界選手権ではショートを5位で通過し、フリーでは2回とも3回転アクセルを失敗して総合5位に終わる。このときに3回転フリップ-3回転ループに挑戦している。
1995年世界選手権では、フリーで2回とも3回転アクセルに成功し、そのほかのジャンプも全てミスが無く終えて彼の中では最もクリーンな出来であったが、ショートが8位であるため最終的に5位に終わる。
1996年のチャンピオンシリーズファイナルで史上初めてトリプルループ-トリプルループのジャンプコンビネーションを成功させて3位。ただし、3回転アクセルは2回とも転倒。続く世界選手権でもトリプルループ-トリプルループのジャンプコンビネーションを成功するが3回転アクセルを2回とも失敗して7位におわる。
1997年の世界フィギュアスケート選手権後にアマチュアを引退し、プロに転向。約7年間、北米や日本などで活動。
現在はアメリカ西海岸在住で指導者となっている。2009年世界選手権の際にはフランスチームのリーダーに就任、選手団の受け入れと練習場所の斡旋を行った。

## スケート技術
3回転アクセルの成功率が低く、それに苦しんで世界選手権では表彰台に乗れなかった。ショートプログラムは3回転ルッツ-3回転トゥループで着実にまとめて5位から6位に位置し、フリーで逆転を狙ったがフリーでは3回転アクセルのうち2回とも成功することはまれで2回とも失敗もしくは1回だけ成功という事が多かった。
その代わり3回転ループ-3回転ループや、3回転フリップ-3回転ループなどのコンビネーションに活路を見いだしていた。
ハイドロブレーディングから入る3回転サルコウや、トラベリングシットスピン、両手をついて背面ブリッジの姿勢からのスライドなどさまざまなムーブメントを生かしてプログラムを構成した。
表現力も高く、タンゴをみせたり、カウボーイを表現したり、演技中にユーモアのある表現を取り込んでいた。

## 主な戦績
| 大会/年          | 1986-87 | 1987-88 | 1988-89 | 1989-90 | 1990-91 | 1991-92 | 1992-93 | 1993-94 | 1994-95 | 1995-96 | 1996-97 |
| ---------------- | ------- | ------- | ------- | ------- | ------- | ------- | ------- | ------- | ------- | ------- | ------- |
| オリンピック     |         |         |         |         |         | 15      |         | 7       |         |         |         |
| 世界選手権       |         |         |         |         | 9       |         | 7       | 5       | 5       | 7       | 12      |
| 欧州選手権       |         |         | 13      | 19      | 4       | 8       | 3       | 4       | 5       | 8       |         |
| フランス選手権   | 4       | 5       | 2       | 1       | 1       | 1       | 1       | 2       | 2       | 2       |         |
| GPファイナル     |         |         |         |         |         |         |         |         |         | 3       |         |
| スケートアメリカ |         |         |         |         |         | 5       |         |         | 3       |         | 5       |
| スケートカナダ   |         |         |         | 5       |         |         | 3       |         |         | 3       |         |
| ラリック杯       |         |         |         | 6       |         |         | 2       |         | 2       | 2       | 5       |
| NHK杯            |         |         |         | 11      |         |         |         |         |         | 5       |         |
| モスクワ国際     |         |         | 7       |         |         |         |         |         |         |         |         |